# Саймон, Скот
Джеймс Скотланд Саймон (англ. James Scotland Symon; 9 мая 1911, Эррол — 30 апреля 1985, Глазго) — шотландский футболист и футбольный тренер, игрок сборной Шотландии.

## Биография

### Клубная карьера
Саймон начал свою профессиональную карьеру в клубе «Данди» в 1930 году. 
Отыграв пять сезонов за «Данди», перешёл в «Портсмут», в котором играл в течение трёх сезонов. В 1938 году подписал контракт с «Рейнджерс», с которым выиграл чемпионский титул 1939 года. Из-за Второй мировой войны его карьера была приостановлена и он не играл в официальных соревнованиях. Завершил карьеру игрока в 1947 году, выиграв до этого в качестве игрока второй титул с «Рейнджерс».

### Тренерская карьера
С 1947 по 1953 год работал главным тренером «Ист Файф», в качестве которого выиграл в 1948 году Первый дивизион и вывел команду в Высший дивизион. Помимо этого, «Ист Файф» под его руководством выиграл два Кубка шотландской лиги в 1948 и 1950 годах.
Затем работал в Англии, где в течение одного сезона возглавлял «Престон Норт Энд» и довёл его до финала Кубка Англии 1954 года. Саймон вернулся в «Рейнджерс» в 1954 году и возглавлял его в течение 13 лет, выиграв за эти годы в качестве главного тренера шести чемпионств в Лиге, пять Кубков Шотландии и четыре Кубка шотландской Лиги. Он также впервые вывел клуб в европейский футбол, доведя его до двух финалов Кубка обладателей кубков в 1961 и 1967 годах, оба закончились поражениями от команд-соперников.
С 1968 по 1970 год работал главным тренером клуба «Партик Тисл».

### Смерть
Скончался 30 апреля 1985 года в Глазго в возрасте 73 лет.